# Padanda denti
Padanda denti är en insektsart som beskrevs av Frederick Arthur Godfrey Muir 1934. Padanda denti ingår i släktet Padanda och familjen Dictyopharidae. Inga underarter finns listade i Catalogue of Life.